# بني زيد (ولاية سكيكدة)
بني زيد إحدى بلديات ولاية سكيكدة التابعة لدائرة القل. عين المسد